# Enrique Castillo Ron
Enrique Castillo Ron (Santiago de Compostel·la, 17 d'octubre de 1946) és un enginyer civil, professor i investigador d'estadística de valors extrems de distribucions contínues i seguretat de construccions, camps en els quals és reconegut com una de les majors autoritats internacionals. És acadèmic de la Reial Acadèmia d'Enginyeria d'Espanya i de la Reial Acadèmia de Ciències Exactes, Físiques i Naturals.

## Orígens
Castillo Ron va estudiar al col·legi dels maristes de Madrid. Va obtenir el títol d'enginyer de camins, canals i ports en la Universitat Politècnica de Madrid el 1969 i més tard va realitzar dos doctorats: un en la Universitat de Northwestern (Estats Units), i un altre a la Politècnica de Madrid (1972). Després va cursar també la Llicenciatura en Ciències Matemàtiques (1974).
Després de ser professor de l'Escola de Camins de Madrid, el 1973 es va traslladar a Santander i des de llavors ha romàs en la Universitat de Cantàbria com a professor de la seva Escola de Camins, excepte dues estades en la Universitat de Temple (Estats Units) i a la Universitat de Castilla-La Mancha, en la qual va ajudar el llançament de l'Escola de Camins de Ciudad Real.
És membre de nombre i fundador de la Reial Acadèmia d'Enginyeria d'Espanya i acadèmic de la Reial Acadèmia de Ciències Exactes, Físiques i Naturals, de la que en fou elegit en 2009 i en va prendre possessió en 2011 amb el discurs "Una vida dedicada a la Matemática y sus aplicaciones". També és doctor honoris causa per la Universitat d'Oviedo. Ha rebut la Medalla de la Universitat de Castilla-La Mancha i la Medalla de Plata de la Universitat de Cantàbria, així com diversos premis més.
Ha publicat més de 450 treballs, entre quests catorze llibres en anglès i setze en espanyol; ha dirigit 33 tesis doctorals i ha estat docent en universitats espanyoles i estrangeres. Ha organitzat mestratges itinerants amb la Universitat de Cantàbria a diversos països de Sud-amèrica i treballs de cooperació internacional en aquest continent i a Àfrica.

## Expert en estadística
Castillo Ron és conegut internacionalment com un dels millors experts en Estadística de valors extrems i en fiabilitat d'obres civils. A més, ha estat convidat pel National Institute of Standards and Technology (NIST), la institució més important del món en fiabilitat, a impartir un curs, una ponència convidada i una taula rodona a la seva seu de Gaithersburg (Estats Units).
Ha contribuït a introduir els mètodes d'optimització i anàlisis probabilistes de riscs en enginyeria amb dos llibres (publicats per Wiley i Springer), tesis doctorals i publicacions en revistes. Ha tingut un paper rellevant en la introducció de la intel·ligència artificial i els sistemes experts a Espanya, a través dels seus llibres en castellà i anglès, i de les seves publicacions i aplicacions a l'enginyeria.
També és inventor de les xarxes funcionals, introduïdes per dos llibres i diversos articles i ha implementat una nova filosofia per modelitzar els problemes físics i enginyers mitjançant propietats, havent aplicat la tècnica a diverses àrees, molt especialment al problema de la fatiga de materials.
És un especialista mundialment reconegut en equacions funcionals. Recentment ha fet importants aportacions a la modelització del trànsit de vehicles i ferroviari.

## Premis i reconeixements
- Premi Nacional d'Investigació en Enginyeria «Leonardo Torres Quevedo» el 2010,[4][5] els 100.000 euros de premi ha decidit donar-los a projectes de cooperació al desenvolupament a Togo i Benín.[6]
- Medalla de plata de la Universitat de Cantàbria (2005).
- Distinguished Visiting Professor de la Universitat Americana del Caire (2003).
- Medalla d'or de la Universitat de Castilla-la Mancha (2002).
- Doctor honoris causa pels seus mèrits en Estadística i modelització per la Universitat d'Oviedo (1999).
- Doctor honoris causa Per la Universitat de Castella-la Manxa (2011)